# Ульрих II (герцог Каринтии)
Ульрих II (нем. Ulrich II; ок. 1176—1202) — герцог Каринтии в 1181—1201 годах из династии Спанхеймов.

## Биография
Ульрих II был сыном Германа, герцога Каринтии, и Агнессы Бабенберг, дочери австрийского герцога Генриха II Язомирготта.
В момент смерти своего отца в 1181 году Ульрих был ещё ребёнком, поэтому первое время фактическим правителем Каринтии стал опекун юного герцога и брат его матери Леопольд V, герцог Австрии и Штирии. В лице австрийской династии Бабенбергов Спанхеймы столкнулись с очень сильным конкурентом за влияние в восточных марках. Штирия, бывшее владение герцогов Каринтии, в 1192 году перешло под власть Австрии. В Крайне ситуация оказалась ещё более сложной из-за конкуренции не только с Бабенбергами, но и с Андексской династией, поддерживаемой епископами региона и патриархом Аквилеи. Ульрих II не выдерживал соперничества с Бабенбергами и Андексами и практически не участвовал в междоусобных конфликтах юго-восточной Германии.
Во время правления Ульриха II продолжилось бурное развитие торговли и городов, прежде всего Санкт-Файта и Клагенфурта, основанных его отцом. В 1191 году был заложен Шпитталь на Драве, который вскоре стал крупным торговым и ремесленным центром западной Каринтии.
В 1201 году из-за заболевания проказой Ульрих II передал престол Каринтии своему младшему брату Бернарду, при котором герцогство пережило период расцвета. В 1202 году Ульрих II скончался.